# 亲子鉴定

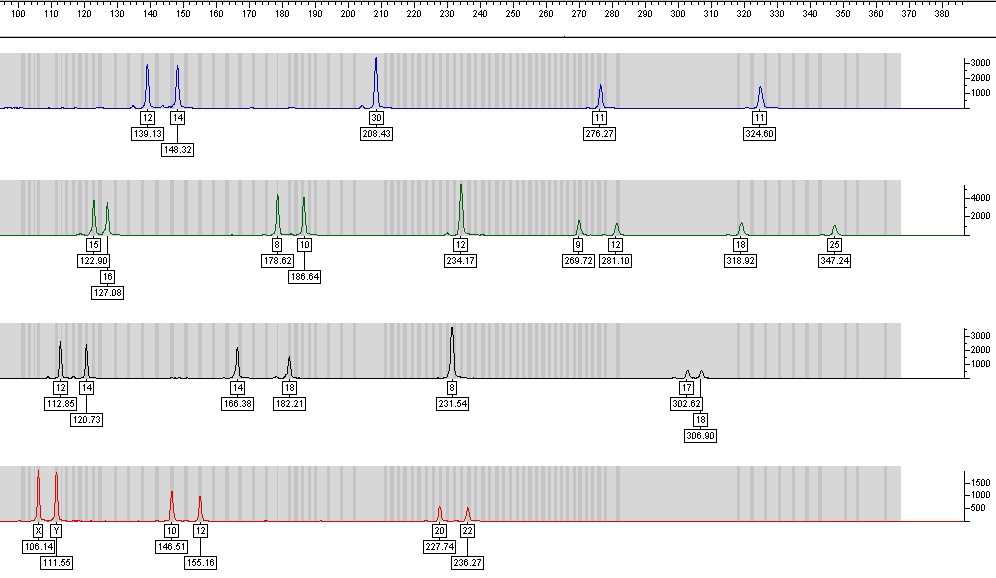
基于 STR 分析的单一基因图谱样本

亲子鉴定又称亲缘鉴定，是利用医学、生物学和遗传学的理论和技术，从子代和亲代的形态构造或生理机能方面的相似特点，分析遗传特征，判断父母与子女之间是否是亲生关系。亲子鉴定在中国古代就已有傳說，如滴骨验亲，滴血验亲等。

## 进行亲子鉴定的诱因
司法亲子鉴定：
1. 遗产继承纠纷要确定是否亲生关系；
2. 强奸犯的认定；
3. 认领被拐卖儿童；
4. 离婚后抚养权纠纷；
5. 遇难者（空难、海啸、火災等）身份因遺體嚴重損壞而无法辨认；
6. 上户口需要做司法亲子鉴定；

个人亲子鉴定：
1. 怀疑子女不是亲生；
2. 怀疑医院产房或育婴室调错新生儿；
3. 失散的家庭成员认亲；
4. 认亲亲子鉴定；

## 原始的亲子鉴定方法

### 外貌对比
由于遗传的原因，父子、母子、兄弟姐妹之间的长相、肤色等一般都会有某些相似的地方。通过外貌长相的对比来确定亲子关系恐怕是最原始的方法。但这种方法只是一种猜测、判断，作为一种参考。

## 滴骨验亲
滴骨验亲法就是将生者的血液滴在死人的骨骸上，若血液能渗透入骨则断定生者与死者有血缘关系，否则就没有。三国时期的吴国人谢承所撰的《会稽先贤传》就记载有以弟血滴兄骨骸之上认领长兄尸骨的事例；(《南史·豫章王综传》也记载有以子之血滴于父骨之上验亲的事例；至宋代，著名法医学家宋慈将滴骨验亲法收入《洗冤集录》中。据从现代的观点来看，这种方法并不科学。

### 滴血验亲
滴血验亲法又称合血验亲法，就是将受試雙方的血液滴在容器內，如果能融在一起，就有血緣關係，否则就沒有。这种认样方法曾在中国宋代的法医著作里记载过。这种方法没有科学依据，亲子关系的血液不一定能融合，而非亲子关系的血也有可能融合，即使如此，古代人一直都以滴血認親來作亲子鉴定。

## 现代的亲子鉴定方法

### 血型测试
血型测试进行亲子鉴定就是通过对血型的检验比对来确亲子关系。
根据19世纪末被确认的孟德尔遗传定律，人类的血型會按照遗传基因传至下一代，故一定血型的父母所生的子女也具有相应的血型，这为血型鉴定亲子关系奠定了基础。
用于血型检验来鉴别亲子关系的血型系统主要有： 
- ABO血型系统
- MN血型系统
- Rh血型系统
- Ss血型系统
- hp血型系统

检验的血型系统越多，其准确性就越高，如果血型检验的结果表示无遗传关系，可得出非亲子关系的结论，但结果存在遗传关系也不能完全确定是亲子关系。
1970年代，人们发现可以用白血细胞的抗原来进行亲子鉴定，准确性可达80%。再结合血型检验，能达到较高的准确程度。

### 染色体多态性鉴定
1980年代，医学家又开创了使用染色体多态性鉴定亲子关系的技术。染色体多态性又称异态性（heteromorphism），是指正常人群中常见的各种染色体形态的微小变异（如：随体增大、重复或缺如，着比粒区的荧光强度变异等），这种多态是可以遗传的。这项技术就是利用其形态来鉴定亲子关系，这要靠技术人员的主观判断，其准确率也不尽如人意。

### DNA鉴定
鉴定亲子关系目前用得最多的是DNA分型鉴定。采集样本一般是血液（斑）或口腔拭子（唾液斑），其它人体生物学材料如精液（斑）、 带毛囊毛发、羊水、组织块等亦可作为亲权鉴定的样本。对于接受了外周血干细胞移植的当事人，应避 免采集其血样作为检验材料，宜取其口腔拭子（唾液斑）或毛发进行检验。样本必须分别包装，注明被 采样人姓名、编号、采样人、采样日期等，置于冰箱冷藏或冻存。
一个人有23对（46条）染色体，同一对染色体同一位置上的一对基因称为等位基因，一般一个来自父亲，一个来自母亲。如果检测到某个DNA位点的等位基因，一个与母亲相同，另一个就应与父亲相同，否则就存在疑问了。
利用DNA进行亲子鉴定，只要對十几至几十个DNA位点作检测，如果全部一样，就可以确定亲子关系，如果有3个以上的位点不同，则可排除亲子关系，有一两个位点不同，则应考虑基因突变的可能，加做一些位点的检测进行辨别。DNA亲子鉴定，否定亲子关系的准确率几近100%，肯定亲子关系的准确率可达到99.99%。但是，已發現有數個案例因為受試者是人類嵌合體，具有多於一個人的DNA，使得與親生子女做鑒定的結果為陰性。